# Джон МакНайвен
Джон МакНайвен (англ. John McNiven, нар. 1935, Шотландія) — шотландський стронгмен який шість разів змагався у Іграх Саівдружності де у 1970 та 1974 роках виграв бронзові медалі. Окрім цього він двадцять п'ять разів вигравав Національний чемпіонат Шотландії. Став першим стронгменом якого було залучено до Залу Слави Майстрів у 1993 році. За десять років (у 2003) був введений до шотландської Національної Зали Слави.